# A. Postel
A. Postel fue un futbolista argentino. Fue uno de los primeros futbolistas en vestir la camiseta de Rosario Central en forma oficial.

## Carrera

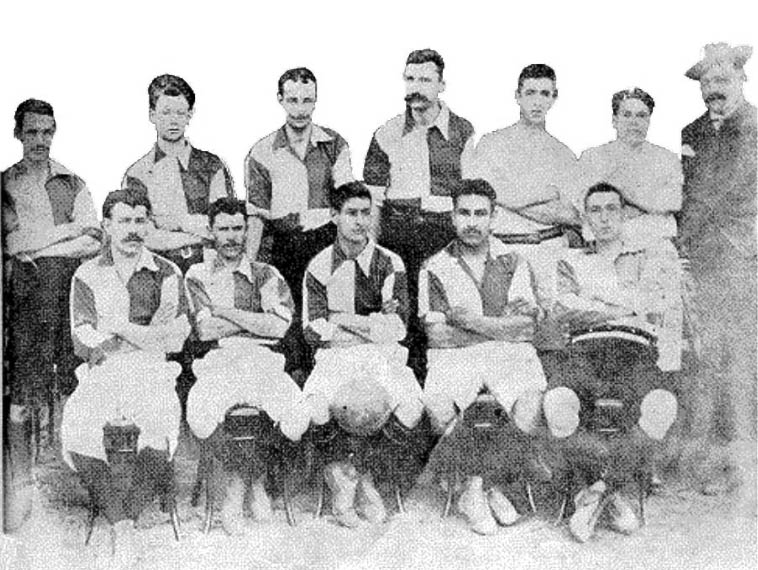
Rosario Central en 1903. Parados: Kellard, Darch, Welk, Nissen, Thompset, Cantón; sentados: Stidock, Westel, Postel, Zenón Díaz, Danny Green.

Se desempeñaba como mediocampista, y formó parte del primer partido jugado por el canalla, en 1903. Fue el 26 de julio ante Rosario Athletic, actual Atlético del Rosario. El cotejo correspondió a la Copa Competencia Chevallier Boutell, y finalizó con victoria rival. Integró la línea media, jugando en el centro de la misma, junto a Nissen y Julio Cantón. En esos inicios del fútbol organizado, los futbolistas cumplían también tareas de dirigentes. Así, Postel representó a Rosario Central junto a Miguel Green en la asamblea del 30 de marzo de 1905 que dio origen a la primitiva Liga Rosarina de Fútbol. Su presencia en el primer equipo del cuadro ferroviario se prolongó hasta 1908, año en que Rosario Central obtuvo su primer título oficial, la Copa Nicasio Vila.

## Clubes
| Club            | País      | Año       |
| --------------- | --------- | --------- |
| Rosario Central | Argentina | 1903-1908 |

## Palmarés
| Equipo          | Liga     | País      | Título            | Año  |
| --------------- | -------- | --------- | ----------------- | ---- |
| Rosario Central | Rosarina | Argentina | Copa Nicasio Vila | 1908 |